# Crosslauf-Weltmeisterschaften 1986
Die 14. Crosslauf-Weltmeisterschaften der IAAF fanden am 23. März 1986 auf dem Planeyse-Plateau in Colombier NE (Schweiz) statt.
Die Männer starteten über eine Strecke von 12 km, die Frauen über 4,65 km und die Junioren über 7,75 km.

## Ergebnisse

### Männer

#### Einzelwertung
| Platz | Athlet          | Land | Zeit (min) |
| ----- | --------------- | ---- | ---------- |
| 1     | John Ngugi      | KEN  | 35:32,9    |
| 2     | Abebe Mekonnen  | ETH  | 35:34,8    |
| 3     | Joseph Kiptum   | KEN  | 35:39,8    |
| 4     | Bekele Debele   | ETH  | 35:42,6    |
| 5     | Paul Kipkoech   | KEN  | 35:47,2    |
| 6     | Pat Porter      | USA  | 35:48,4    |
| 7     | Kipsubai Koskei | KEN  | 35:54,8    |
| 8     | Some Muge       | KEN  | 35:55,7    |

Von 337 gestarteten Athleten erreichten 328 das Ziel.
Teilnehmer aus deutschsprachigen Ländern:
- 48: Markus Ryffel (SUI), 36:55
- 98: Michael Scheytt (FRG), 37:36,3
- 102: Volker Welzel (FRG), 37:36,6
- 116: Peter Wirz (SUI), 37:39,5
- 138: Markus Hacksteiner (SUI), 38:03,4
- 141: Werner Grommisch (FRG), 38:07,7
- 151: Engelbert Franz (FRG), 38:11,1
- 153: Arnold Mächler (SUI), 38:11,1
- 163: Herbert Stephan (FRG), 38:12
- 176: Pierre-Andre Gobet (SUI), 38:22,6
- 177: Hans-Jürgen Orthmann (FRG), 38:23
- 190: Markus Graf (SUI), 38:33,5
- 202: Bruno Lafranchi (SUI), 38:45,3
- 209: Michael Spöttel (FRG), 38:49,9
- 225: Michael Délèze (SUI), 39:09,2
- 237: Jacques Krähenbühl (SUI), 39:34,7

#### Teamwertung
| Platz | Land und Athleten                                                                                     | Gesamtpunktzahl und Einzelplatzierung |
| ----- | --- | ------------------------------------- |
| 1     | Kenia John Ngugi Joseph Kiptum Paul Kipkoech Kipsubai Koskei Some Muge Andrew Masai                   | 045 01 03 05 07 08 021                |
| 2     | Äthiopien Abebe Mekonnen Bekele Debele Wolde Silasse Melkessa Mohamed Kedir Wodajo Bulti Haji Bulbula | 119 02 04 26 27 28 32                 |
| 3     | Vereinigte Staaten Pat Porter John Easker Ed Eyestone Bruce Bickford Alan Scharsu Craig Virgin        | 204 06 10 13 15 79 81                 |

Insgesamt wurden 39 Teams gewertet. Die Schweizer Mannschaft belegte mit 821 Punkten den 20. Platz, die bundesdeutsche Mannschaft mit 832 Punkten den 22. Platz.

### Frauen

#### Einzelwertung
| Platz | Athletin          | Land | Zeit (min) |
| ----- | ----------------- | ---- | ---------- |
| 1     | Zola Budd         | ENG  | 14:49,6    |
| 2     | Lynn Jennings     | USA  | 15:07,8    |
| 3     | Annette Sergent   | FRA  | 15:12,2    |
| 4     | Martine Fays      | FRA  | 15:14,3    |
| 5     | Rosa Mota         | POR  | 15:15,8    |
| 6     | Nan Doak          | USA  | 15:22,8    |
| 7     | Christine McMiken | NZL  | 15:23,6    |
| 8     | Albertina Machado | POR  | 15:24,4    |

Alle 161 gestarteten Athletinnen erreichten das Ziel.
Teilnehmerinnen aus deutschsprachigen Ländern:
- 14: Cornelia Bürki (SUI), 15:32
- 17: Elizabeth Franzis (FRG), 15:33,1
- 24: Susanne Riermeier (FRG), 15:35,8
- 41: Charlotte Teske (FRG), 15:51,9
- 47: Christina Mai (FRG), 15:54
- 51: Sandra Gasser (SUI), 15:56,6
- 62: Martine Oppliger (SUI), 16:01,2
- 69: Astrid Schmidt (FRG), 168:06,3
- 111: Helen Comsa (SUI), 16:31,8
- 113: Danièle Kaber (LUX), 16:41,4
- 116: Genoveva Eichenmann (SUI), 16:43
- 124: Daria Nauer (SUI), 17:02,4

#### Teamwertung
| Platz | Land und Athletinnen                                                     | Gesamtpunktzahl und Einzelplatzierung |
| ----- | ------------------------------------------------------------------------ | ------------------------------------- |
| 1     | England Zola Budd Carole Bradford Ruth Partridge Jane Shields            | 65 01 10 20 34                        |
| 2     | Neuseeland Christine McMiken Gail Rear Mary O’Connor Wendy Renner        | 67 07 18 19 23                        |
| 3     | Frankreich Annette Sergent Martine Fays Anne Viallix Jacqueline Lefeuvre | 76 03 04 26 43                        |

Insgesamt wurden 28 Teams gewertet. Die bundesdeutsche Mannschaft belegte mit 129 Punkten den sechsten und die Schweizer Mannschaft mit 238 Punkten den 14. Platz.

### Junioren

#### Einzelwertung
| Platz | Athlet        | Land | Zeit (min) |
| ----- | ------------- | ---- | ---------- |
| 1     | Melese Feissa | ETH  | 22:47,6    |
| 2     | Sammy Bitok   | KEN  | 22:52,7    |
| 3     | Demeke Bekele | ETH  | 22:56      |

Von 172 gestarteten Athleten erreichten 171 das Ziel.
Teilnehmer aus deutschsprachigen Ländern:
- 71: Alexander Gunkel (FRG), 24:51
- 73: Christoph Blum (FRG), 24:51,9
- 86: Eike Hugo (FRG), 25:02,8
- 87: Daniel Hacksteiner (SUI), 25:04,3
- 92: Sebastian Epiney (SUI), 25:06,7
- 110: Karsten Müller (FRG), 25:26,2
- 120: Frank Möller (FRG), 25:36,6
- 121: Rocco Taminelli (SUI), 25:38,2
- 128: Christian Riedel (SUI), 25:49,6
- 139: Daniel Hotz (SUI), 26:02,9
- 142: Philippe Hubacher (SUI), 26:10,4
- 145: Arthur Gölly (AUT), 26:22,4
- 146: Werner Edler-Muhr (AUT), 26:23,6
- 153: Adam Mandl (AUT), 26:44,5
- 154: Bernhard Jerovcic (AUT), 27:02
- 157: Roland Kloss (AUT), 27:17

#### Teamwertung
| Platz | Land und Athleten                                                       | Gesamtpunktzahl und Einzelplatzierung |
| ----- | ----------------------------------------------------------------------- | ------------------------------------- |
| 1     | Äthiopien Melese Feissa Demeke Bekele Rafera Workench Ararse Fuffa      | 13 01 03 04 05                        |
| 2     | Kenia Sammy Bitok William Mutwol Peter Rono David Onwonga               | 32 02 09 10 11                        |
| 3     | Spanien Alejandro Gómez José Gruneiro Anacleto Jiménez José Carlos Adán | 52 08 12 13 19                        |

Insgesamt wurden 29 Teams gewertet. Die bundesdeutsche Mannschaft belegte mit 340 Punkten den 21. Platz, die Schweizer Mannschaft mit 428 Punkten den 23. Platz und die österreichische Mannschaft mit 598 Punkten den 28. Platz.